# زادنی خودوو
زادنی خودوو (به چکی: Zadní Chodov) یک منطقهٔ مسکونی در جمهوری چک است که در شهرستان تاخوف واقع شده‌است. زادنی خودوو ۱۳٫۸۸ کیلومتر مربع مساحت و ۲۸۲ نفر جمعیت دارد و ۵۱۷ متر بالاتر از سطح دریا واقع شده‌است.